# Organisationsfrihet
Organisationsfrihet, även kallat föreningsfrihet eller föreningsrätt, är medborgares rätt att bilda och tillhöra organisationer utan statsmaktens eller andra aktörers (till exempel arbetsgivares eller vårdnadshavares) ingrepp (positiv organisationsfrihet), samt rätten att stå utanför organisationer (negativ organisationsfrihet).

## I Sverige
I Sverige skyddas föreningsfriheten i grundlagen Regeringsformen:
| ”                                       | Var och en är gentemot det allmänna tillförsäkrad [...] föreningsfrihet: frihet att sammansluta sig med andra för allmänna eller enskilda syften | „ |
| – Regeringsformen (1974:152) 2 kap. 1 § | |   |

Enligt 2 kap 24 § andra stycket får föreningsfriheten begränsas endast när det gäller "sammanslutningar vilkas verksamhet är av militär eller liknande natur eller innebär förföljelse av en folkgrupp på grund av etniskt ursprung, hudfärg eller annat liknande förhållande." Enligt 2 kap 25 § får särskilda begränsningar göras för andra än svenska medborgare i riket.

### Kårobligatoriet
Negativ organisationsfrihet brukade anföras som argument mot det svenska kårobligatoriet. Europakommissionen avgjorde frågan 1977 då den slog fast att klagomålen var uppenbart ogrundade och därför inte skulle föras vidare till Europadomstolen.